# Акжальський сільський округ
Акжа́льський сільський округ (каз. Ақжал ауылдық округі, рос. Акжальский сельский округ) — адміністративна одиниця у складі Жарминського району Абайської області Казахстану. Адміністративний центр — село Жанаозен.
Населення — 1655 осіб (2021; 2063 у 2009, 3688 у 1999, 5273 у 1989).
Станом на 1989 рік існували Акжальська селищна рада (смт Акжал), Юбілейна селищна рада (смт Юбілейний) та Новоріченська сільська рада (села Акдингек, Жинішке, Малай, Новоріченськ). 1998 року до складу Акжальської селищної адміністрації увійшла територія ліквідованої Бокенської селищної адміністрації (селище Боке). Станом на 1999 рік села Новоріченськ та Жинішке перебували у складі Георгієвського сільського округу, село Малай та колишнє село Акдингек — у складі Жарицького сільського округу. Село Женішке ліквідовано 2013 року. У липні 2017 року до складу округу увійшло село Жанаозен (разом з ліквідованим селом Женішке) і стало його центром, а у листопаді того ж року було ліквідовано село Боке.

## Склад
До складу округу входять такі населені пункти:
| Населений пункт | Старі назви     | Населення, осіб (1989) | Населення, осіб (1999) | Населення, осіб (2009) | Населення, осіб (2021) |
| --------------- | --------------- | ---------------------- | ---------------------- | ---------------------- | ---------------------- |
| Акжал, село     | -               | 1153                   | 867                    | 475                    | 184                    |
| Боке, село      | Боко, Юбілейний | 1848                   | 709                    | 101                    | -                      |
| Жанаозен, село  | Новоріченськ    | 1841                   | 1909                   | 1423                   | 1470                   |
| --Женішке, село | Жинішке         | 431                    | 203                    | 64                     | 1                      |